# 菲比·赫斯特
菲比·阿珀森·赫斯特（英語：Phoebe Apperson Hearst，1842年12月3日—1919年4月13日），美國慈善家、女權主義者。她同時也是報業大王威廉·赫斯特的母親。

## 生平
菲比·赫斯特出生於密蘇里州聖克萊爾。19歲時嫁給後來成為美國參議員的喬治·赫斯特。婚後不久這對年輕夫婦便搬到加州舊金山市，在那裡菲比生下兩人唯一的獨子：威廉。
在1880年代，她是位積極的慈善家。她是金門幼稚園協會的主要贊助者與董事，同時也是加州世紀俱樂部的第一任主席。除此之外她還是美國加州大學柏克萊分校的第一位女性校董與贊助者。她自1897年起在董事會任職，直到去世。同樣在1897年，她促使全國母親代表大會的成立，該會為後來全國家長與教師協會的前身。1900年，她與其他人共同創立國家大教堂學校，使得一座毗鄰該校的公立小學以她的名字命名以作紀念。
1898年，她的宗教信仰從坎伯蘭長老教會轉向巴哈伊教，並對該教在美國的傳播起了重要的影響。她在1898年12月14日抵達巴勒斯坦（現以色列）境內的阿卡與海法兩地朝聖，她後來描述道：「這三天是我生命中最難忘的日子。」（Those three days were the most memorable days of my life.）
她在1919年4月13日死於西班牙流感，享年76歲。逝世後被安葬在加州聖馬刁郡科爾馬市內的賽普拉斯草坪紀念公園
。

## 外部連結
- Phoebe Apperson Hearst online archive （页面存档备份，存于）（英文）
- History of the PTA 1897-1899（英文）
- Genealogy of Phoebe Apperson （页面存档备份，存于）（英文）